# Karyorelictida
Ordre
Les Karyorelictida sont un ordre de Ciliés de la classe des Karyorelictea.

## Liste des familles
Selon GBIF (10 avril 2023) :
- Ciliofaureidae Corliss, 1974

Selon l'IRMNG (10 avril 2023) :
- Geleiidae Kahl, 1933
- Loxodidae Bütschli, 1889
- Trachelocercidae Kent, 1881

## Systématique
Le nom valide de ce taxon est Karyorelictida Corliss, 1974.